# Christian Julius von Massenbach
Christian baron von Massenbach (né le 7 décembre 1832 à Pinne, arrondissement de Samter sous le nom de Christian Julius Albert Karl et mort le 25 septembre 1904 à Konin) est un fonctionnaire administratif prussien.

## Biographie
Christian est issu de la famille von Massenbach. Il travaille comme administrateur de l'arrondissement de Samter de 1862 à 1870 et comme administrateur de l'arrondissement de Posen (de) de 1870 à 1875. En 1879, Massenbach est nommé président du district de Schleswig et en 1881 du district de Marienwerder, où il reste en fonction jusqu'en 1890.
Massenbach est également membre du Conseil d'État prussien.
Au cours de ses études, il devient membre de la confrérie Salingia Halle (de) en 1852.
Il est le beau-père d'Arthur von Falkenhayn (de).

## Honneurs
- Ordre de l'Aigle rouge de 2e classe, 1891.